# Адам Мітчелл (футболіст, 1996)
Адам Мітчелл (англ. Adam Mitchell, нар. 1 червня 1996, Вргораць) — новозеландський футболіст, захисник клубу «Окленд Сіті».
Виступав, зокрема, за клуб «Болтон Вондерерз», а також національну збірну Нової Зеландії.

## Клубна кар'єра
Народився 1 червня 1996 року в місті Вргораць.
У дорослому футболі дебютував 2013 року виступами за команду «Вондерерс СК», у якій провів два сезони, взявши участь у 24 матчах чемпіонату. 
Згодом з 2015 по 2017 рік грав у складі команд «ВейБОП Юнайтед», «Црвена Звезда», ОФК (Белград) та «Целє».
Своєю грою за останню команду привернув увагу представників тренерського штабу клубу «Болтон Вондерерз», до складу якого приєднався 2017 року. Відіграв за клуб з Болтона наступні два сезони своєї ігрової кар'єри.
Протягом 2019 року захищав кольори клубу «Тім Веллінгтон».
До складу клубу «Окленд Сіті» приєднався 2019 року. Станом на 19 червня 2023 року відіграв за команду з Окленда 73 матчі в національному чемпіонаті.

## Виступи за збірні
У 2013 році дебютував у складі юнацької збірної Нової Зеландії (U-17), загалом на юнацькому рівні взяв участь у 8 іграх.
У 2015 році залучався до складу молодіжної збірної Нової Зеландії. На молодіжному рівні зіграв у 2 офіційних матчах.
У 2018 році дебютував в офіційних матчах у складі національної збірної Нової Зеландії.